# Birthday (Album)
Birthday (englisch Geburtstag) ist das vierte Studioalbum der schwedischen Bluesrock-Band Blues Pills. Es erschien am 2. August 2024 über Throwdown Entertainment, einem Sublabel von BMG Rights Management.

## Entstehung
Nachdem die ersten drei Studioalben der Band über das Plattenlabel Nuclear Blast veröffentlicht wurden, wechselte die Band für Birthday zu Throwdown Entertainment, einem Sublabel von BMG. Darüber hinaus nahm sich die Band eine längere Auszeit, bei der sich die Musiker mehr um ihr Privatleben kümmerten. Mit dem neuen Album setzte sich die Band das Ziel, sich „wirklich frei zu machen“ und „alle Grenzen und Erwartungen hinter sich zu lassen“ um die Musik zu schreiben, die die Musiker lieben. Gleichzeitig wollte die Band das Gefühl, welches sie bei Livekonzerten haben, auf einem Album festhalten. Musikalisch näherte sich die Band mehr moderneren Klängen und der Popmusik an.

„Als wir jünger waren, haben wir uns sehr angestrengt, möglichst „vintage“ zu klingen. Das hängt mit unserem musikalischen Idolen zusammen. Die kommen eben überwiegend aus den 60ern und 70ern. Aber irgendwann nervt man sich mit dem Anspruch selbst, andauern nach Fleetwood Mac klingen zu müssen.“

Die Arbeit an dem neuen Album ging schneller voran als in der Vergangenheit. Hatte die Band noch ein Jahr für ihr Debütalbum benötigt und vier bis fünf Monate für die Alben zwei und drei entstanden die Lieder für Birthday innerhalb von vier Wochen. Gitarrist Zack Anderson macht die Änderung der Lebensumstände dafür verantwortlich, dass die Band schneller arbeiten musste. Dazu kamen weitere vier Wochen für die Aufnahmen. Produziert wurde das Album von Freddy Alexander, der zuvor mit Künstlern wie Rihanna und den Chainsmokers gearbeitet hat. Laut Anderson hat Fredy Alexander die Band „wahnsinnig entlastet“ und verhindert, dass die Band wie beim Vorgängeralbum dutzende alternativer Versionen der Lieder aufnahm.

## Veröffentlichung
Das Albumcover zeigt ein Foto der Band vor einem schwarzen Hintergrund. Die während der Aufnahmen schwangere Sängerin Elin Larsson trägt ein blaues Kleid. Ihre männlichen Bandkollegen tragen schwarze Kleidung. Die erste Single Birthday wurde am 8. März 2024, dem Weltfrauentag, veröffentlicht. Gleichzeitig wurde das Album angekündigt. Anlässlich des Record Store Days wurde die erste Single am 20. April 2024 als exklusive 12"-Vinylsingle in limitierter Auflage veröffentlicht. Zwei Tage später folgte die zweite Single Don’t You Love It, gefolgt von der dritten Single Top of the Sky am 31. Mai 2024. Die vierte und letzte Single Piggyback Ride erschien schließlich am 19. Juli 2024. Für alle vier Singles wurden Musikvideos veröffentlicht.

## Hintergrund
Das Titellied basiert auf einem Zwischenfall, den die Sängerin Elin Larsson während einer Tournee in Mexiko erlebt hat. An ihrem Geburtstag hatte Larson für die Band und die Crew eine Feier organisiert. Ein Kellner wurde ihr gegenüber übergriffig und ruinierte damit ihren Tag. Sie ergänzte, dass es ein großes Missverständnis wäre anzunehmen, dass das Lied von der Geburt ihres Kindes handeln würde.
In Don’t You Love It geht es darum, im „Hier und Jetzt zu leben und Spaß zu haben“. Man soll „das Leben nicht so ernst nehmen und sich einfach treiben lassen“. Laut Elin Larsson hat die Band bislang viele deprimierende Texte und deprimierend klingende Songs veröffentlicht, aber jetzt haben die Blues Pills ein Lied zum Tanzen.
Top of the Sky handelt davon, was Menschen alles tun, um im Internet Aufmerksamkeit zu erlangen. Gitarrist Zack Anderson wurde von einer Dokumentation über einen chinesischen Influencer inspiriert, der auf einen Wolkenkratzer kletterte, dabei abstürzte und während des Streamings verstarb. Es brachte ihn zum Nachdenken, dass Menschen bereit sind, für Aufmerksamkeit und Likes in den sozialen Medien ihr Leben zu riskieren.
Piggyback Ride handelt von einer Gruppe von Wildschweinen, die in Elin Larssons Wohnort für Probleme sorgten, in dem sie zum Beispiel Gärten und Spielplätze zerstörten. Larsson war der Meinung, dass diese Tiere missverstanden werden und schrieb darüber, wie es wohl wäre, mit ihnen abzuhängen und für Chaos zu sorgen.

## Rezeption
Andreas Schiffmann vom deutschen Onlinemagazin Musikreviews schrieb, dass die Blues Pills „ihren Retro-Rock-Sound modernisiert“ haben. Die Band „hält an ihren stilistischen Kernwerten fest“, während sie mit der „offenen, eher Zeitgeist-affinen Produktion neue Hörerkreise erschließen kann“. Schiffmann vergab zwölf von 15 Punkten. Das deutsche Magazin Rock Hard kürte Birthday zum Album des Monats. Holger Stratmann schrieb, das sich die Band in der Pop- und Rockmusik der Sechziger bis Neunziger eingerichtet hat und dass dieser universelle Schuhe der Band erstaunlich gut passt. Stratmann vergab 8,5 von zehn Punkten. Kritischer zeigte sich Malin Jerome Weber vom Onlinemagazin Morecore. Er kritisierte, dass sich die Songs nicht einfach so wirklich im Kopf festsetzen wollen und dass er das Gefühl habe, dass die Band nicht ihr volles Potential ausspielen würde. Weber vergab fünf von zehn Punkten.

## Chartplatzierungen
| ChartsChartplatzierungen | Höchstplatzierung | Wochen |
| ------------------------ | ----------------- | ------ |
| Deutschland (GfK)        | 12 (1 Wo.)        | 1      |
| Österreich (Ö3)          | 24 (1 Wo.)        | 1      |
| Schweiz (IFPI)           | 14 (1 Wo.)        | 1      |